# Steep (datorspel)
Steep är ett open world-sportspel utvecklat av Ubisoft Annecy och utgivet av Ubisoft till Microsoft Windows, Playstation 4 och Xbox One 2 december 2016. Spelet lägger stor vikt vid online flerspelarläge, med fokus på att tävla i olika vintersportsliga utmaningar med andra spelare över internet.
Steep skulle släppas till Nintendo Switch under 2018 men lades ner.